# Patara
Pàtara (Licio: Pttara), anticamente chiamata Arsinoe (in greco antico: Ἀρσινόη?), fu una fiorente città marittima e commerciale nella costa sud-ovest della Licia sulle coste del Mediterraneo in Turchia, presso l'attuale piccola cittadina di Gelemiş, nella Provincia di Antalya. Fu il luogo di nascita di San Nicola di Bari, che poi trascorse gran parte della sua vita nella vicina Myra (attuale Demre).

## Storia

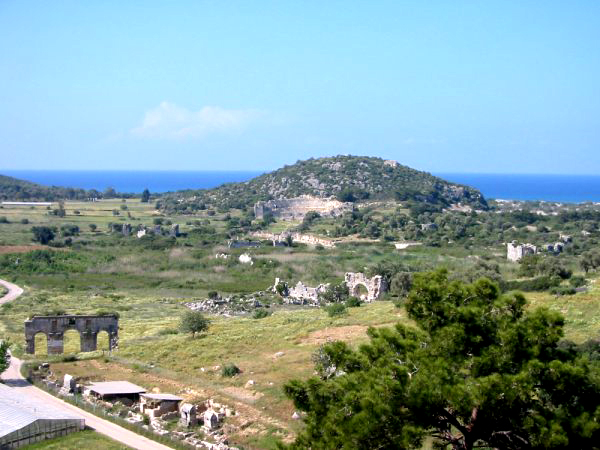
Panoramica sul sito archeologico di Patara

Sorta in un porto naturale, Patara secondo la tradizione venne fondata da Pàtaro figlio di Apollo. Sorgeva a seicento stadi dalle rive meridionali del fiume Xanthos. Famosa nell'antichità per il suo oracolo di Apollo, secondo solo a quello di Delfi. La divinità veniva indicata con il soprannome di Patareus. Erodoto informa che l'oracolo era tenuto da una sacerdotessa solo in certi periodi dell'anno; e Servio Mario Onorato ci informa che erano i sei mesi invernali. Quasi certo che i suoi primi coloni furono Dori, provenienti da Creta; il culto ad Apollo venne certamente importato da queste popolazioni.
La letteratura del tempo indica Patara come una delle principali città della Licia. Era il porto più importante della Licia, durante il periodo della confederazione licia la città possedeva tre voti.
La città venne conquistata dal Alessandro Magno nel 333 a.C. Nella guerra di successione dei Diadochi, fu prima sottomessa a Antigono I Monoftalmo e poi a Demetrio I Poliorcete per poi finire sotto il controllo dei Tolomei. Strabone ci informa che Tolomeo II espanse la città, dandogli il nome di Arsinoe (Arsinoë) da Arsinoe II moglie e sorella di Tolomeo, pur mantenendo anche il nome di Pàtara. Antioco III conquistò la città e la regione nel 196 a.C. Dopo la sconfitta di Antioco da parte di Roma, la regione venne sottomessa a Rodi fedele alleata dei romani fino al 167 a.C. Nell'88 a.C. subì l'assedio di Mitridate VI re del Ponto. Si sottomise a Bruto durante la guerra contro Marco Antonio evitando il massacro che subì la vicina città di Xanthos. 'Pàtara venne ufficialmente annessa all'impero romano nel 43 a.C. annessa alla Panfilia.
Pàtara è menzionata anche nel Nuovo Testamento come il porto da dove Paolo e Luca cambiarono nave. La città divenne presto cristiana, ed alcuni dei suoi primi vescovi sono conosciuti, essendo citati dallo storico francese Michel Le Quien, vi sono inclusi: 

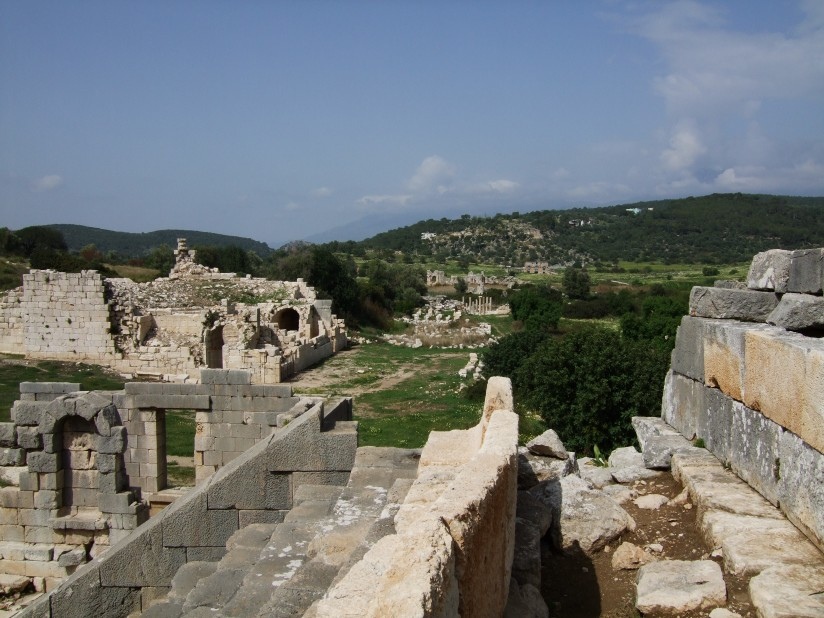
Rovine dell'anfiteatro

- Metodio, più probabilmente vescovo di Olimpo
- Eudemo, presente al Primo Concilio di Nicea (325)
- Eutichiano, Concilio di Seleucia (359)
- Eudemo II, at the Concilio di Costantinopoli I (381)
- Cirio, Concilio di Calcedonia (451)
- Licinio, Sinodo di Costantinopoli (536)
- Teodulo, IV Concilio di Costantinopoli (879).

Nacque a Pàtara San Nicola di Bari attorno al 260. La città è menzionata tra le sedi vescovili negli atti dei Concili presenti nel Synecdemus p. 684. Nelle Notitia Episcopatuum è menzionata come sede suffraganea di Myra al più tardi nel tredicesimo secolo.
Durante l'Impero bizantino la città restò un importante centro all'incrocio di vie tra oriente e occidente per commercianti e pellegrini. Nel 537 venne esiliato nella città il Papa Silverio. Durante le guerre tra Islam e Bisanzio, la città venne abbandonata. 
La città resta sede vescovile della Chiesa Cattolica romana con il titolo di, Patarensis; vacante dal 3 febbraio del 2006.

## Rovine

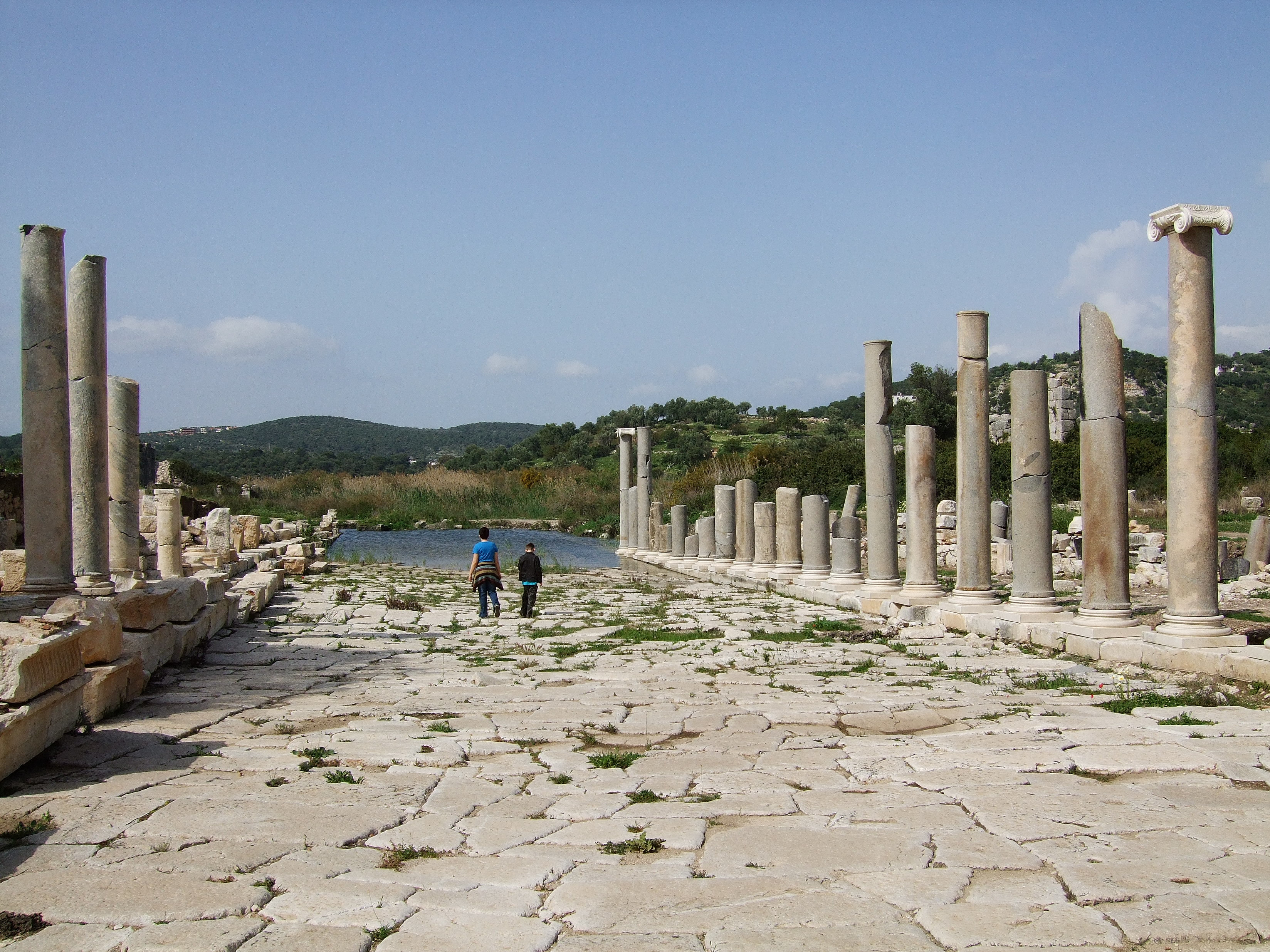
La via principale di Patara restaurata nel 2008.

Di Patara sono ancora presenti parecchie rovine, situate lungo la costa a est del fiume Xanthus, tra le rovine più importanti spicca il teatro scavato sul fianco nord di una piccola collina, le rovine di un tempio sui fianchi della stessa collina e una buca circolare, di singolare aspetto, per potrebbe essere stata la sede del famoso oracolo. I resti delle mura e di torri coprono una vasta area e sono facilmente individuabili, come i resti di un castello che dominava il porto. All'esterno delle mura si trovano molti sarcofaghi in pietra aperti e vuoti, di cui molti sono ornati da iscrizioni. All'interno sono presenti molte sculture ed altari in gran parte rovinati e mutilati. Il porto si indovina all'interno di una palude coperta da sabbia e cespugli.(Beaufort, Karmania, pp. 2, 6). Il teatro venne costruito sotto il regno Antonino Pio; ha un diametro di 265 piedi, e conta una trentina di gradinate. Vi si trovano anche le rovine delle terme che un'iscrizione fa risalire al tempo dell'imperatore Vespasiano.
Le rovine sono oggetto di scavi nella bella stagione da parte di un team di archeologi turchi. Durante gli scavi del 2007 sono state dissepolte dalla sabbia l'anfiteatro e altre costruzioni, il colonnato della strada principale è stato parzialmente riedificato, con copie dei capitelli. Gli scavi hanno riportato alla luce rimarchevoli lavori in pietra.

## Economia

### Turismo
Attualmente la regione è visitata da molti turisti interessati alle rovine e per la spiaggia che si estende per dodici chilometri.